# Gornja Bela Reka (miasto Zaječar)
Gornja Bela Reka (cyr. Горња Бела Река) – wieś w Serbii, w okręgu zajeczarskim, w mieście Zaječar. W 2011 roku liczyła 122 mieszkańców.